# Riverside Stadium
Riverside Stadium stadion piłkarski, położony w mieście Middlesbrough, Wielka Brytania. Został oddany do użytku w 1995 roku. Od tego czasu swoje mecze na tym obiekcie rozgrywa zespół Middlesbrough F.C. Jego pojemność wynosi 35 100 miejsc. Rekordową frekwencję, wynoszącą 35 000 osób, odnotowano w 2003 roku podczas meczu międzypaństwowego pomiędzy reprezentacją Anglii a reprezentacją Słowacji.